# Interligas de Lima 2024
El Torneo Provincial de Lima de la Copa Perú 2024, conocido como Torneo Interligas de Lima 2024, es la 48ª edición de la etapa provincial de Lima. El torneo otorga dos cupos para la Etapa Departamental de Lima. Los clubes Arsenal FBC-Lawn Tennis y Pacífico FC SMP lograron el campeonato y subcampeonato respectivamente.

## Sistema de juego
128 equipos participan en este torneo, los cuales se clasificaron mediante sus distintas ligas distritales.

### Fase de grupos
Los 128 equipos se dividen en 32 grupos de 4 equipos cada uno, siendo agrupados por cercanía geográfica. Los equipos de cada grupo se enfrentan en modalidad de todos contra todos a una sola rueda, teniendo cada equipo un partido como local, uno como visitante y uno en cancha neutral. Culminadas las tres fechas, los dos primeros puestos de cada grupo clasificarán a la siguiente fase. Posteriormente a la tercera fase.

### Fase final
Los juegos de la fase final se juegan a partido único en cancha neutral.
- En las Fases 2 y 3, en caso de empate tras el tiempo reglamentario se disputará una tanda de penales.
- Desde la Fase 4 en adelante, en caso de empate tras el tiempo reglamentario se disputará una prórroga de 30 minutos, posteriormente una tanda de penales en caso persistir la igualdad.

Los dos equipos que lleguen a la final avanzarán a la etapa departamental, además de disputarse el título del campeonato. 
En la etapa semifinal Arsenal FBC-Lawn Tennis vence por 3-2 al Cultural 13 de Enero. Mientras, Pacífico FC SMP derrotó 2-0 al River Sacachispas. Ambos cuadros clasifican a la gran final de las interligas. Finalmente, Arsenal FBC-Lawn Tennis derrota por 1-0 al Pacífico FC SMP y logra el campeonato del certamen. A su vez, Pacífico FC SMP, ganó el subcampeonato y su pase a la etapa departamental.